# Giovanni Colasante
Giovanni Colasante (Legnano, 13 settembre 1964) è un ex calciatore italiano, di ruolo difensore.

## Caratteristiche tecniche
Poteva essere utilizzato sia in marcatura sugli attaccanti avversari, sia come terzino fluidificante.

## Carriera
Esordisce nel Foggia, con cui debutta in Serie B nel campionato 1982-1983. Nelle due annate successive, dopo la retrocessione dei satanelli in Serie C1, guadagna progressivamente il posto da titolare nel campionato di terza serie.
Nel 1985 passa all'Ancona, sempre in Serie C1, dove rimane per altre due stagioni. In seguito viene ingaggiato dal Piacenza, che lo scambia con Stefano Fontana. Con gli emiliani esordisce in Serie B nel campionato 1987-1988, segnalandosi come uno dei migliori elementi della categoria e contribuendo alla salvezza della squadra di Battista Rota.
Riconfermato anche nella stagione successiva, realizza il suo primo gol tra i cadetti nel 2-2 interno contro l'Ancona, siglando il pareggio nei minuti di recupero; la sua rete, tuttavia, non evita l'esonero a Enrico Catuzzi. Sul finire del campionato, insieme ad altri tre compagni di squadra (Iorio, Scaglia e Mileti) viene messo fuori rosa per motivi disciplinari.
Al termine del campionato, concluso con la retrocessione in Serie C1, viene ceduto allo Spezia, dove rimane per una stagione, e in seguito scende in Serie C2 con la maglia del Viareggio. Nel 1991 torna in Serie C1, acquistato dal Catania, con cui conclude la carriera professionistica due anni dopo, a causa della radiazione degli etnei dal campionato.
Ha collezionato 54 presenze e una rete in Serie B.